# 구마노나다

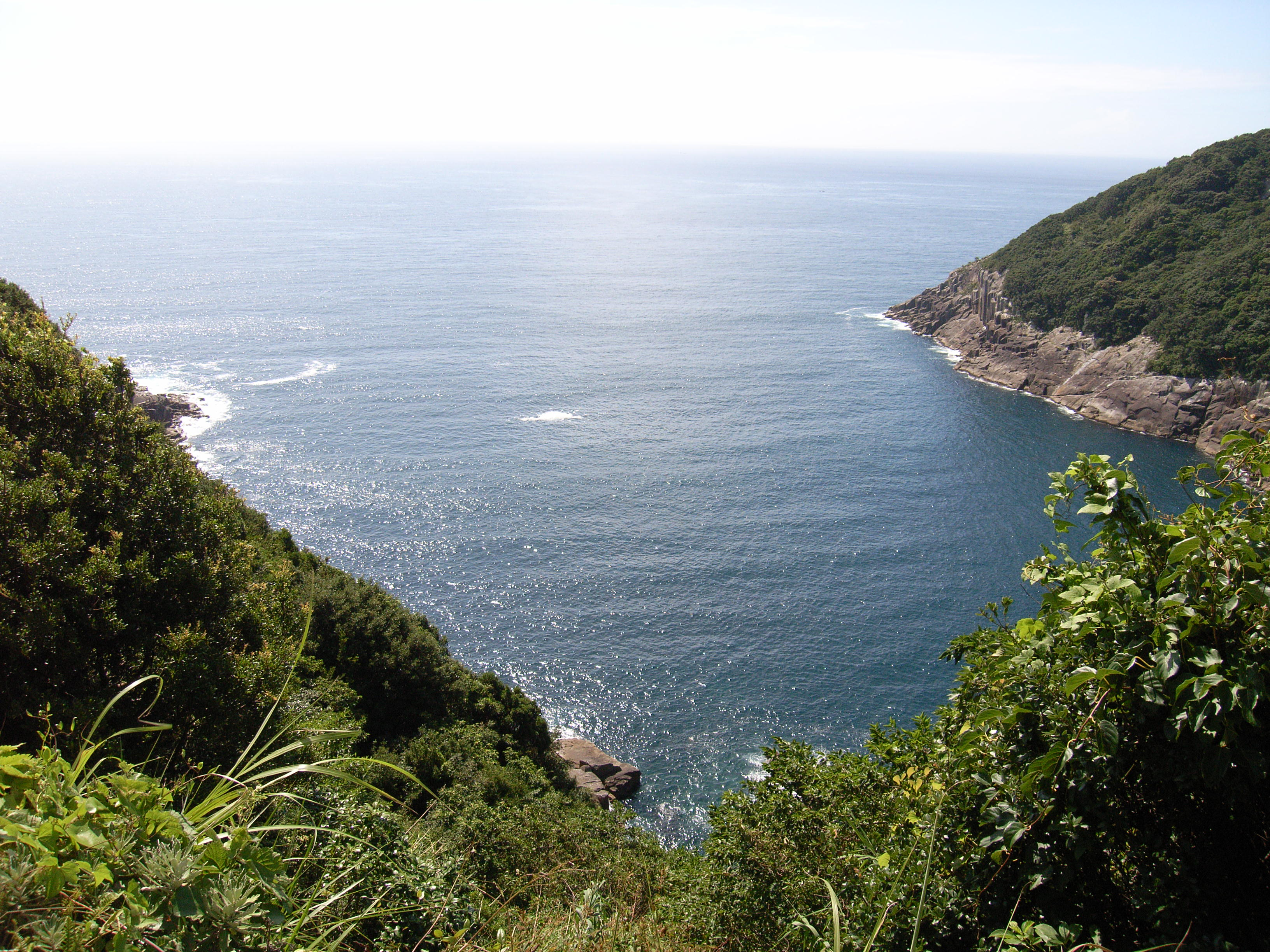
구마노나다

구마노나다(일본어: 熊野灘 구마노나다[*])는 서북태평양 필리핀해 중 일본의 기이반도 남단의 와카야마현 시오노곶에서 미에현 다이오곶 사이 해역을 의미한다.
연안 지역은 리아스식 해안에 반암초, 해저 암초 등이 곳곳에 있으나 자연의 영향이 많은 범선 시대에는 바람을 피할 수 있는 항구가 없는 엔슈나다에 비해선 항해가 편했다고 한다. 엔슈나다, 사가미나다와 함께 에도와 가미가타를 잇는 바다의 도카이도이다.

## 연안의 시구정촌
- 와카야마현
  - 구시모토정
  - 나치카쓰우라정
  - 다이지정
  - 신구시
- 미에현
  - 기호정
  - 미하마정
  - 구마노시
  - 오와세시
  - 기호쿠정
  - 미나미이세정
  - 시마시

## 같이 보기
- 나다
- 리아스식 해안
- 난키
- 요시노-구마노 국립공원